# 혼다 자동차 (대만)
혼다 타이완(Honda Taiwan Co., Ltd., 중국어: 台灣本田股份有限公司)은 일본 혼다 자동차의 전액 출자 자회사로, SYM와의 현지 파트너십을 중단한 직후인 2002년 2월에 설립되었다.